# 宇丹貴代実
宇丹 貴代実（うたん きよみ、1963年 - ）は日本の翻訳家。広島県出身。上智大学卒業。大手ゼネコン勤務を経て、1990年代より翻訳を開始。文芸、学術、ノンフィクションなどジャンルを問わず活動。

## 主要翻訳
- ピーター・ブローナー　『一瞬の英雄』 徳間書店〈徳間文庫〉、2001年。
- エリック・シュローサー　『巨大化するアメリカの地下経済』 草思社、2004年。
- シェリー・ブレイディ　『きっと「イエス」と言ってもらえる』 草思社、2004年。 - 『DOOR TO DOOR ～僕は脳性まひのトップセールスマン～』のタイトルで2009年にテレビドラマ化。
- エリン・ハート　『アイルランドの柩』 ランダムハウス講談社〈ランダムハウス講談社文庫〉、2006年。
- ジョン・マン『チンギス・ハン――その生涯、死、そして復活』東京書籍、2006年。
- ジュッテ・ロクヴィグ、ジョン Ｄ・ベッカー　『アルツハイマーガイドブック』 オープンナレッジ、2007年。
- エリック・シュローサー　『おいしいハンバーガーのこわい話』 草思社、2007年。
- エリン・ハート　『アイルランドの哀しき湖』 ランダムハウス講談社〈ランダムハウス講談社文庫〉、2008年。
- マーシャ・プレストン　『蝶の棲む家』 MIRA文庫、2008年。
- スーザン・ウィッグス　『一度の夏では足りなくて』 MIRA文庫、2008年。
- ポール・マクダーモット　『心の旅人たち』 ポプラ社、2008年。
- スティーヴ・トルツ　『ぼくを創るすべての要素のほんの一部』 ランダムハウス講談社、2009年。(2008年度ブッカー賞最終候補）
- スーザン・ウィッグス　『ふたたび、遙かな恋を』 　MIRA文庫、2009年。
- スーザン・バリー　『視覚はよみがえる――三次元のクオリア』　筑摩選書、2010年。
- リジー・コリンガム　『戦争と飢餓』　河出書房新社、2012年。
- ジョシュ・シェーンヴァルド　『未来の食卓　2035年グルメの旅』　講談社、2013年。
- トビー・レスター　『ダ・ヴィンチ・ゴースト　ウィトルウィウス的人体図の謎』　筑摩書房、2013年。
- マーティン・シックススミス　『あなたを抱きしめる日まで』　集英社文庫、2014年。（スティーヴン・フリアーズがジュディ・デンチ主演で映画化、2014年アカデミー賞主要４部門ノミネート）
- マーティン・ウィンドロウ　『マンブル、ぼくの肩が好きなフクロウ』　河出書房新社、2014年。
- ベス・シャピロ　『マンモスのつくりかた: 絶滅生物がクローンでよみがえる』　筑摩書房、2016年。
- ジェイムズ・A・グライムズ　『希望のヴァイオリン:ホロコーストを生きぬいた演奏家たち』　白水社、2016年。
- キャンディ・シェパード　『一夜にできた秘密』　ハーパーコリンズ・ ジャパン、2016年。
- マット・グレアム, ジョシュ・ヤング　『ぼくは原始人になった』　河出書房新社、2016年。
- ヘレン・マクドナルド　『ハヤブサ:その歴史・文化・生態』　白水社、2017年。

### 共訳
- ロビン・ダンバー　『ことばの起源』　青土社、1998年。
- トーマス・フリードマン　『レクサスとオリーブの木』（上下） 草思社、2000年。
- ゴードン・チャン　『やがて中国の崩壊がはじまる』　草思社　2001年。

### 雑誌掲載
- ヘンリー・スレッサー　「ドーラをどうすべきか？」 『ミステリ・マガジン』2002年8月号
- ウィリアム・トレヴァー　「電話ゲーム」『ミステリ・マガジン』2006年2月号。